# African Brothers
African Brothers est un groupe de reggae jamaïcain formé en 1969 par Sugar Minott, Tony Tuff et Derrick Howard.

## Discographie

### Albums
- 197X - The African Brothers Meets King Tubby In Dub
- 2004 - Mysterious Nature°

### Compilations
- 1970-78 - Want Some Freedom